# Ризе (город)
Ризе (тур. Rize, греч. Ριζα, груз. რიზე, арм. Ռիզե) — административный центр одноимённой провинции в северо-восточной Турции. Самый влажный город Турции.

## География

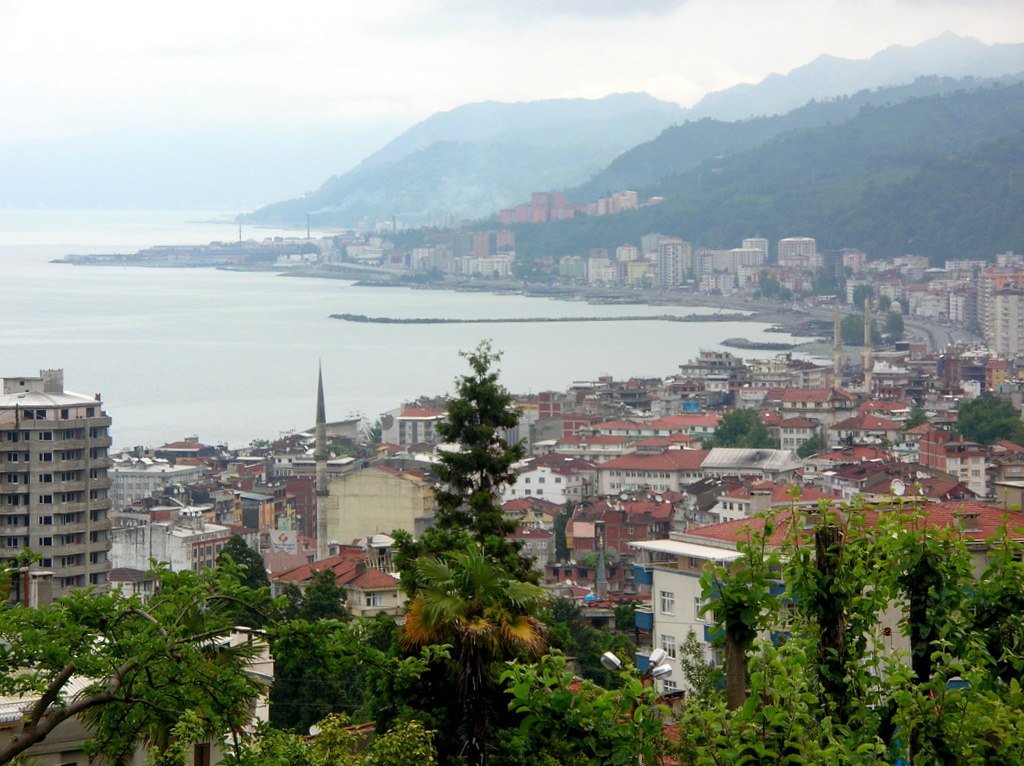
Вид на город

Город построен на берегу Чёрного моря небольшого залива в Лазистане, на узкой полосе земли между горами и морем.

## История
Первое упоминание порта Ризе содержится у Арриана, в «Перипле Эвксинского моря». В переводе с греческого, «ριζα» означает «корень». Во времена Юстиниана I Ризе был укреплён и назывался Rhisos. 
В Османской империи Ризе входил в Трапезундский вилайет. В городе было развито производство полотен и медных изделий, шла интенсивная торговля.
В 1883 — 1886 гг. русским вице-консулом в Ризе (и негласным военным агентом) был ротмистр Н. Н. Пешков. В 1886 г. его сменил А. И. Гиппиус. В 1901 г. военным агентом в Ризе был подполковник В. Т. Маевский.
В 1912 году в Ризе насчитывалось около 2500 жителей. В 1912 г. в портовом городе и районе проживали: мусульмане (в основном лазы) — 93 176 чел., греки — 1 424 чел..

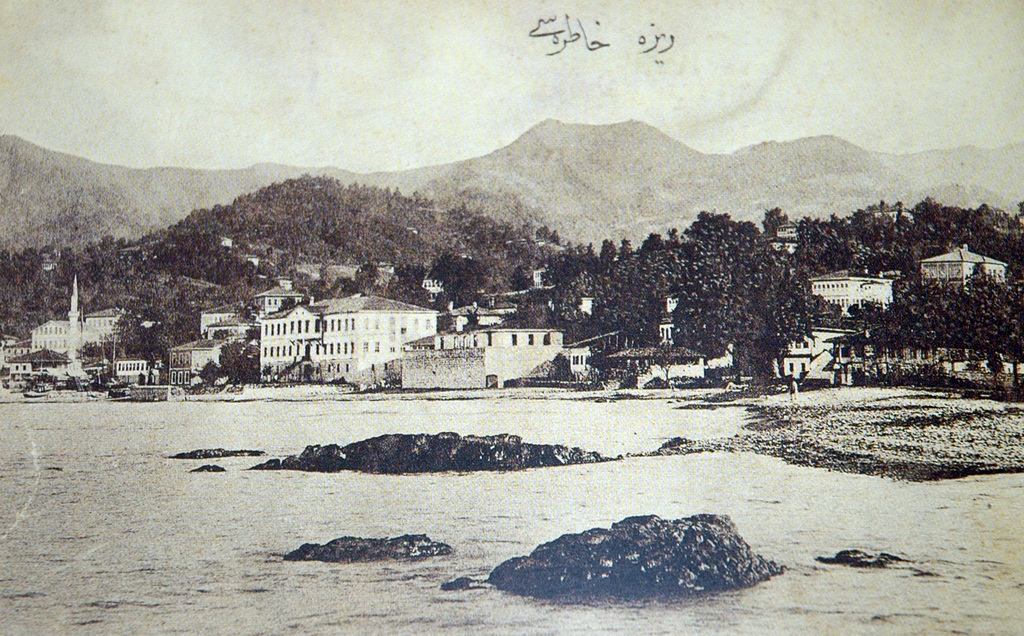
Ризе в 1910 году

В Первую мировую войну Ризе был взят русским морским десантом. Ударной группой командовал старший лейтенант Михаил Домерщиков. Утром 5 марта 1916 года Батумский отряд кораблей, под флагом капитана 1 ранга М. Римского-Корсакова, высадил в тыл туркам два батальона. Десантники выбили противника из укреплений на реке Беюк-Дере и к вечеру перешли в наступление на Ризе. Почти двое суток шли ожесточённые бои. Судьбу города решил лихой десант Домерщикова, высаженный с тральщика под прикрытием канонерской лодки «Кубанец» и трех миноносцев. Старший лейтенант Домерщиков сумел не только подвести свой тральщик почти к самому берегу, но и первым прыгнул в воду, увлекая за собой атакующих. 
Действовал он храбро и умело, как совсем недавно на перевалах Галиции. По сути дела, он был отменным морским пехотинцем. Мало кто из его коллег знал в то время приёмы и уловки боя на сухопутье. Домерщиков же постиг все это там, в пулеметной команде при Дикой дивизии.
 — пишет Николай Черкашин.. 
С горсткой пластунов и матросов лейтенант Домерщиков ворвался на позиции турецкой полевой батареи. Храбрецы перебили прислугу, повернули орудия и беглым огнём рассеяли эскадрон янычар.
 — писал в 1916 году французский военный корреспондент (репортаж «Русский герой»).
В итоге, Ризе был взят. Домерщикова назначили комендантом города-порта. 
Этому героическому эпизоду Первой мировой войны посвящена акварель Д. А. Быстролётова «Штурм Ризе» (1918 г.).
В 1958 году в Ризе был основан НИИ Чаеводства.

## Климат
Ризе обладает морским климатом с тёплым летом и прохладной зимой. Ризе и восточная часть черноморского побережья являются местностями с самым влажным климатом в Турции, средняя годовая сумма осадков составляет 2300 мм. По количеству осадков за год на Черноморском побережье уступает только Батуми и Кобулети. Температура воды в море в зависимости от сезона года колеблется от 8 до 20 °C.
| Показатель                    | Янв.  | Фев.  | Март  | Апр. | Май  | Июнь  | Июль  | Авг.  | Сен.  | Окт.  | Нояб. | Дек.  | Год    |
| ----------------------------- | ----- | ----- | ----- | ---- | ---- | ----- | ----- | ----- | ----- | ----- | ----- | ----- | ------ |
| Абсолютный максимум, °C       | 24,0  | 28,1  | 32,0  | 35,8 | 38,2 | 35,2  | 35,4  | 34,0  | 33,4  | 33,4  | 29,2  | 25,6  | 38,2   |
| Средний суточный максимум, °C | 10,4  | 10,7  | 12,1  | 15,6 | 19,4 | 23,8  | 26,3  | 26,7  | 24,1  | 20,4  | 16,1  | 12,5  | 18,18  |
| Средний суточный минимум, °C  | 3,5   | 3,5   | 4,9   | 8,5  | 12,5 | 16,6  | 19,7  | 20,1  | 16,9  | 13,0  | 8,4   | 5,1   | 11,06  |
| Абсолютный минимум, °C        | −5,4  | −6,4  | −6,1  | −2,8 | 4,2  | 9,7   | 12,0  | 13,8  | 9,2   | 3,2   | 0,4   | −4    | −6,4   |
| Норма осадков, мм             | 233,3 | 186,6 | 161,0 | 96,5 | 95,7 | 133,8 | 152,4 | 195,4 | 253,9 | 295,3 | 257,3 | 237,6 | 2298,8 |
| Источник:                     |       |       |       |      |      |       |       |       |       |       |       |       |        |

## Экономика
Структура экономики следует из географического положения. Ризе — горный город, что делает развитие промышленности в нём непрактичным и неэффективным. Из-за отсутствия возможностей перевозки грузов воздушным транспортом и железнодорожным путём экспорт и импорт становятся затруднительными. Основным торговым партнёром является хорошо развитый город Трабзон.
В Ризе производится в основном сельскохозяйственная продукция. Более других вывозятся чай и киви. В 1958 г. в Ризе был основан НИИ Чаеводства.

## Демография
Население города по годам:
| Год  | Численность |
| ---- | ----------- |
| 1975 | 36 044      |
| 1980 | 43 407      |
| 1985 | 50 221      |
| 1990 | 52 031      |
| 1997 | 73 420      |
| 2000 | 78 144      |